# Hoya marginata
Hoya marginata är en oleanderväxtart som beskrevs av Rudolf Schlechter. Hoya marginata ingår i släktet Hoya och familjen oleanderväxter. Inga underarter finns listade i Catalogue of Life.